# Xabier Mendiguren Bereziartu
Xabier Mendiguren Bereziartu   (Ezkio, 13 de juliol de 1945 - Sant Sebastià, 2 d'octubre de 2023) va ser un escriptor i traductor basc. Va ser secretari general de Kontseilua entre 1998 i 2010, i va ser nomenat acadèmic d'Euskaltzaindia el 1975 i membre d'honor el 2021.
També va fer tasques de traducció per a Euskal Irrati Telebista, així com d'obres de Johann Wolfgang von Goethe, Lev Tolstoi, Karl Marx i Anton Txékhov, entre d'altres.

## Obra publicada

### Narrativa
- Bi istorio (1997, Elkar)

### Assaig
- Europako ezker berria (1972, Mensajero)
- Itzulpen teoriazko ezagupenak. Itzlupen teoria eta praktikarako textuak (1983, Itzultzaile eskola)
- Itzulpengintza: historia eta teoria (1992, Elkar)

### Biografia
- Iparragirre (1981, Elkar)

### Història
- Euskal historian zehar (1980, Ikastolen Elkartea)